# 流浪的猶太人

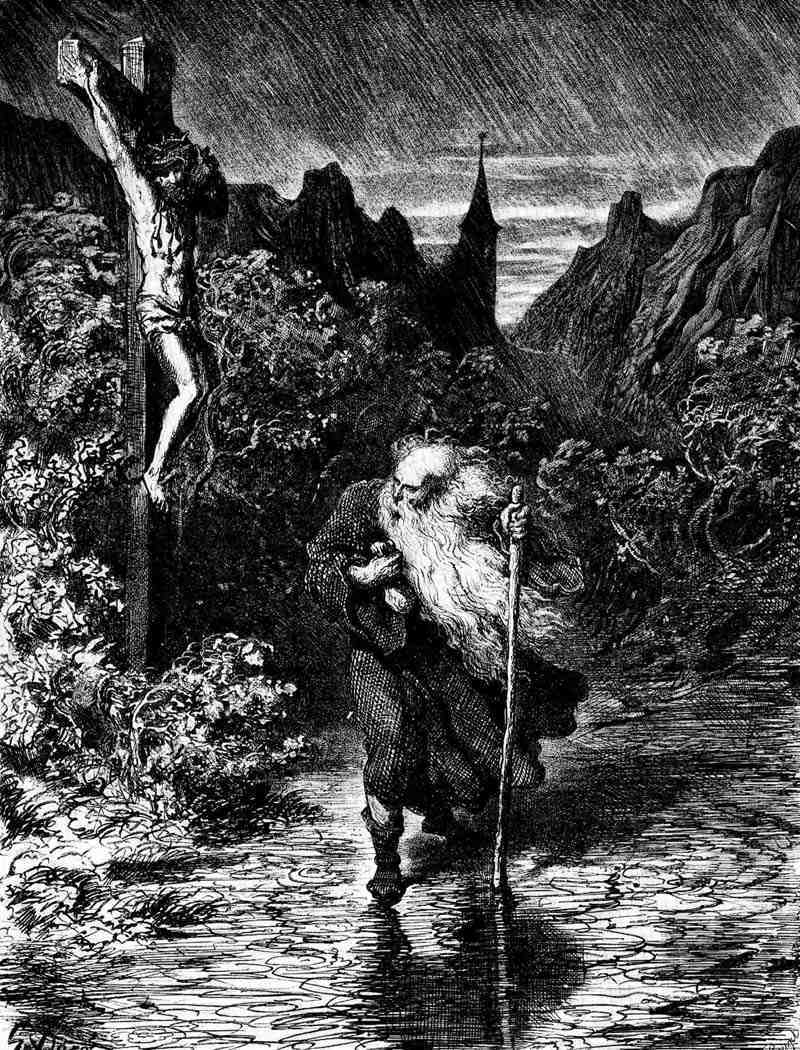
古斯塔夫·多雷所繪的流浪的猶太人

流浪的猶太人（wandering Jew、徘徊的猶太人）是一個神話裡长生不老的人，流浪的猶太人這個传说在13世紀開始在欧洲傳播。原來的傳說是關於一個猶太人在向正被羅馬軍隊押往各各他刑場釘十字架路上走的耶穌嘲弄，然後這位猶太人被詛咒在塵世行走，直到耶稣再临。這位流浪者的輕率行為性質的確在不同版本的故事中是有所不同，正如他所表現出來的品格特質一樣；有時他被說成是補鞋匠或者是其他的匠人，有時候他被說成是當時駐猶太地區的羅馬帝國總督本丟·彼拉多總督府的一名猶太人門衛。

## 名字
流浪的猶太人最早出現在在溫多弗的羅傑所著的《弗洛爾斯史》的1228年的手稿中。《弗洛爾斯史》有個子章 ，在這個章節中的中心人物約瑟夫，在領受亞拿尼亞的洗禮前名字叫Cartaphilus。Cartaphilus的詞根為kartos和philos，分別有「親愛的」和「所愛的」的意思。換言之，在早期，流浪的猶太人的傳說是被和耶穌所愛的門徒做連結的。
至少在17世紀初期，有人以來稱呼流浪的猶太人。這名字顯然是源自於以斯帖記中的波斯國王——亞哈隨魯。可能是因為猶太人散居於各國家的狀態與以斯帖記時期猶太人分散於波斯帝國各省分的狀態類似所以才以此命名。

## 大眾文化
- 第七封印 (1988)（英语：The Seventh Sign）
- 魔法使的新娘
- 巨乳戰隊X
- 永远的犹太人

## 外部連接
- Wandering Jew and Jewess dramatic screenplays
- The Wandering Jew, by Eugène Sue - 古腾堡计划
- David Hoffman, Hon. J.U.D. of Gottegen (1852). Chronicles of the Wandering Jew selected from the originals of Carthaphilus, embracing a period of nearly XIX centuries - detailed description of facts related to Jesus's preaching from a Pharisees coverage.
- Catholic Encyclopedia entry （页面存档备份，存于）
- The (presumed) End of the Wandering Jew from The Golden Calf by Ilf and Petrov
- Israel's First President, Chaim Weizmann, "A Wandering Jew" Archive.today的存檔，存档日期2013-04-15 Shapell Manuscript Foundation
- "The Wandering Image: Converting the Wandering Jew" Iconography and visual art. （页面存档备份，存于）
- "The Wandering Jew," and "The Wandering Jew's Chronicle" （页面存档备份，存于） English Broadside Ballad Archive